# Lauren Woodland
Lauren Woodland, född 28 oktober 1977 i Carson City, Nevada, är en amerikansk skådespelare mest känd för rollen som Brittany Hodges i TV-serien The Young and the Restless som hon spelade 2000–2005.
Woodland studerade historia vid University of Southern California i Los Angeles och teater vid Royal Academy of Dramatic Art i London.